# Slowár Slowenskí Češko-Laťinsko-Ňemecko-Uherskí
Slowár Slowenskí Češko-Laťinsko-Ňemecko-Uherskí seu Lexicon Slavicum Bohemico-Latino-Germanico-Ungaricum auctore Antonio Bernolák Nobili Pannonio Szlaniczensi (neboli Slovník slovenský česko-latinsko-německo-maďarský nebo slovník slovenský česko-latinsko-německo-maďarský autora Antona Bernoláka slanického panonského [tj. slovenského] šlechtice") je vícejazyčný slovník slovenského lingvisty Antona Bernoláka.  

## Popis
Jedná se o první velký slovník slovenského jazyka. Bernolák už nestihl před smrtí své dílo vydat, a tak vyšlo až 12–14 let po jeho smrti, tedy v letech 1825–1827, zásluhou Juraje Palkoviče, který zpracoval i 6. díl, a primase Alexandra Rudnaye v univerzitní tiskárně v Budapešti.
Slovník se skládá z 5 dílů, v nichž uvádí hesla stylem „slovenské slovo – latinské ekvivalenty, německé ekvivalenty, maďarské ekvivalenty, slovenská synonyma,“ a ze 6. dílu (tzv. Repertorium), který obsahuje index latinských, německých a maďarských slov s odkazy na příslušná slovenská hesla.
Slovníky se Bernolák snažil završit své úsilí o kodifikaci spisovné slovenštiny (tzv. bernolákovština). Zachycuje jazyk vzdělanců západoslovenských kulturních center, tj. Trnavy a Bratislavy. Ve slovníku vyznačuje i dialektismy (hvězdičkou nebo zkratkou "vulg."), bohemismy (křížkem před slovem nebo zkratkou "boh.") a ustálená spojení (výrazem "Usus"). Dnes je slovníku vyčítáno přehnané uvádění údajných slovenských novotvarů.